# 雷酸塩
雷酸塩（らいさんえん、英: fulminate）は、雷酸の共役塩基である雷酸イオン CNO−
, C−
≡N+
–O−
 を含む化合物である。雷酸イオンは電荷や反応性がハロゲンに類似する擬ハロゲン化物イオンで、摩擦に敏感な爆発物である。
最もよく知られている雷酸塩は、雷管の主要な起爆薬として使われる雷酸水銀(II)である。雷酸塩は銀や水銀のような金属を硝酸に溶かし、エタノールと反応させることで合成される。この不安定性は主として弱い窒素-酸素単結合に起因している。窒素は別の窒素と安定な三重結合を容易に形成し、気体の二窒素を生じる。

## 歴史
雷酸塩は1800年にエドワード・ハワードによって発見された。銃器における雷酸火薬の使用は、1807年に特許を付与されたスコットランドの大臣A・J・フォーサイスによって初めて実践された。ジョシュア・ショウは銃用雷管を作るために金属カプセルでの雷酸塩の使用に転換したが、ショウは1822年までこの発明の特許を取得しなかった。
1820年代に、有機化学者のユストゥス・フォン・リービッヒは雷酸銀 Ag-CNO を発見し、フリードリヒ・ヴェーラーはシアン酸銀 Ag-OCN を発見した。これらの物質が同じ化学組成を持つという事実は激しい論争を引き起こし、イェンス・ベルセリウスによる異性体の概念の創案により、初めて解決した。